# Cantón de Le Loroux-Bottereau
El cantón de Le Loroux-Bottereau era una división administrativa francesa, que estaba situada en el departamento de Loira Atlántico y la región de Países del Loira.

## Composición
El cantón estaba formado por siete comunas:
- Barbechat
- La Boissière-du-Doré
- La Chapelle-Basse-Mer
- La Remaudière
- Le Landreau
- Le Loroux-Bottereau
- Saint-Julien-de-Concelles

## Supresión del cantón de Le Loroux-Bottereau
En aplicación del Decreto n.º 2014-243 de 25 de febrero de 2014, el cantón de Le Loroux-Bottereau fue suprimido el 22 de marzo de 2015 y sus 7 comunas pasaron a formar parte del nuevo cantón de Vallet .